# SuperTed
SuperTed è una serie animata gallese creata da Mike Young per il canale televisivo S4C nel 1982.

## Trama
Liberamente basato su una serie di libri ideata da Mike Young per aiutare suo figlio a superare la paura del buio, il cartone parla di un orsetto di peluche di nome SuperTed, portato in vita da Spotty, una creatura cosmica. SuperTed, dotato di abilità straordinarie, e Spotty, suo compagno, affrontano diverse avventure, spesso in collaborazione con la natura (Madre Natura) e la sua famiglia. 
Gli episodi coinvolgono il supereroe nella risoluzione di problemi, spesso con la presenza di antagonisti come il cowboy Tex e la sua banda. In alcuni episodi, SuperTed e Spotty viaggiano in luoghi lontani, come l'antico Egitto, per salvare persone in pericolo. In generale, la serie promuove i valori dell'amicizia, del coraggio e della perseveranza.

## Doppiatori italiani
- Enrico Maggi: voce narrante
- Paolo Torrisi: SuperTed
- Antonello Governale: Spotty
- Maurizio Scattorin: Tex
- Giorgio Melazzi: Ossobuco
- Marco Balzarotti: Bulk

## Trasmissione
Il cartone è stato anche trasmesso in Italia su Odeon, TELE+1, RaiSat 2 e Rai 3.

## Episodi
| Stagioni         | Episodi | Prima TV Regno Unito |
| ---------------- | ------- | -------------------- |
| Prima stagione   | 12      | 1983                 |
| Seconda stagione | 12      | 1984                 |
| Terza stagione   | 12      | 1985-1986            |

## Videogiochi
Nel 1990 è stato prodotto un videogioco per Commodore 64, Amstrad CPC e ZX Spectrum intitolato SuperTed: The Search for Spot, che venne anche tradotto in italiano col titolo Megaorsetto.